# Cyphoscelis
Cyphoscelis är ett släkte av skalbaggar. Cyphoscelis ingår i familjen vivlar.
Kladogram enligt Catalogue of Life:
| Cyphoscelis | \| \| Cyphoscelis distortus \| \| \| \| |
|             | \| \| Cyphoscelis distortus \| \| \| \| |
|             | Cyphoscelis distortus                   |
|             |                                         |